# Dorypteryx longipennis
Espèce
Dorypteryx longipennis est une espèce de psoque, appartenant à l'ordre des psocoptères. 

## Description
Le Dorypteryx longipennis est un tout petit insecte d'une longueur de 1 à 2 mm. Il possède une tête facilement différentiable de par sa pâleur et ses longues antennes. Il vit seulement dans les habitations et apprécie l'humidité. Il se nourrit de diverses matières organiques sans faire de gros dégâts, comme en causent les mites, par exemple.